# Trentino Volley 2005-2006

## Mercato

### Arrivi
- Andrea Bari da Teleunit Gioia del Colle
- Wytze Kooistra da Piet Zoomers ( Paesi Bassi)
- Nascimento Andrè da Wizard Suzano ( Brasile)
- Marco Meoni da Edilbasso & Partners Padova
- Leonardo Morsut da Edilbasso & Partners Padova
- Marcello Mescoli da Sira Ancona
- Juan Carlos Cuminetti da Prisma Taranto
- Dore Della Lunga da Sira Ancona
- Ryan Millar da Acqua Paradiso Montichiari
- Kamil Baránek da Conad Forlì

### Partenze
- Andrea Sartoretti a Cimone Modena
- Michal Rak a Cimone Modena
- Paolo Tofoli a Rpa Luigibacchi.it Perugia
- Gabriel Chocholak a Esse-ti Carilo Loreto
- Francesco Mattioli a Acqua&Sapone Icom Latina
- Goran Vujevic a Rpa Luigibacchi.it Perugia
- Cosimo Marco Piscopo a Edilbasso & Partners Padova
- Lorenzo Tedeschi a Teleunit Gioia del Colle
- Norbert Walter a Aon Hot Volleys Vienna ( Austria)
- Frank Bachmann per cessata attività
- Stefan Hübner per cessata attività

## Risultati
- Eliminata in semifinale di Coppa Italia da Cuneo;
- 6° in Regular Season;
- eliminata in semifinale di play-off scudetto da Treviso.

## Rosa
| \| Allenatore: Radamés Lattari \| \| \| \| \| Nome \| Naz. sport. \| Nome \| Naz. sport. \| \| Palleggiatori \| \| \| \| \| 6 Marco Meoni \| Italia \| 8 Marcello Mescoli \| Italia \| \| Centrali \| \| \| \| \| 2 Ryan Millar \| Stati Uniti \| 4 André Heller \| Brasile \| \| 5 Wytze Kooistra \| Paesi Bassi \| \| \| \| Schiacciatori-laterali \| \| \| \| \| 3 Cristian Savani \| Italia \| 7 Dore Della Lunga \| Italia \| \| 13 Kamil Baránek \| Rep. Ceca \| 14 Leonardo Morsut \| Italia \| \| Opposti \| \| \| \| \| 9 André Nascimento \| Brasile \| 12 Juan Carlos Cuminetti \| Italia \| \| Liberi \| \| \| \| \| 1 Alessandro Trimarchi \| Italia \| 16 Andrea Bari \| Italia \| Note: | Nascimento · # 9 Heller · # 4 Savani · # 3 Morsut · # 14 Millar · # 2 Meoni · # 6 Trimarchi · # 1 |                          |             |
| Allenatore: Radamés Lattari |                                                                                                   |                          |             |
| Nome | Naz. sport.                                                                                       | Nome                     | Naz. sport. |
| Palleggiatori |                                                                                                   |                          |             |
| 6 Marco Meoni | Italia                                                                                            | 8 Marcello Mescoli       | Italia      |
| Centrali |                                                                                                   |                          |             |
| 2 Ryan Millar | Stati Uniti                                                                                       | 4 André Heller           | Brasile     |
| 5 Wytze Kooistra | Paesi Bassi                                                                                       |                          |             |
| Schiacciatori-laterali |                                                                                                   |                          |             |
| 3 Cristian Savani | Italia                                                                                            | 7 Dore Della Lunga       | Italia      |
| 13 Kamil Baránek | Rep. Ceca                                                                                         | 14 Leonardo Morsut       | Italia      |
| Opposti |                                                                                                   |                          |             |
| 9 André Nascimento | Brasile                                                                                           | 12 Juan Carlos Cuminetti | Italia      |
| Liberi |                                                                                                   |                          |             |
| 1 Alessandro Trimarchi | Italia                                                                                            | 16 Andrea Bari           | Italia      |

| Allenatore: Radamés Lattari |             |                          |             |
| Nome                        | Naz. sport. | Nome                     | Naz. sport. |
| Palleggiatori               |             |                          |             |
| 6 Marco Meoni               | Italia      | 8 Marcello Mescoli       | Italia      |
| Centrali                    |             |                          |             |
| 2 Ryan Millar               | Stati Uniti | 4 André Heller           | Brasile     |
| 5 Wytze Kooistra            | Paesi Bassi |                          |             |
| Schiacciatori-laterali      |             |                          |             |
| 3 Cristian Savani           | Italia      | 7 Dore Della Lunga       | Italia      |
| 13 Kamil Baránek            | Rep. Ceca   | 14 Leonardo Morsut       | Italia      |
| Opposti                     |             |                          |             |
| 9 André Nascimento          | Brasile     | 12 Juan Carlos Cuminetti | Italia      |
| Liberi                      |             |                          |             |
| 1 Alessandro Trimarchi      | Italia      | 16 Andrea Bari           | Italia      |

| \| Allenatore: Radamés Lattari \| \| \| \| \| Nome \| Naz. sport. \| Nome \| Naz. sport. \| \| Palleggiatori \| \| \| \| \| 6 Marco Meoni \| Italia \| 8 Marcello Mescoli \| Italia \| \| Centrali \| \| \| \| \| 2 Ryan Millar \| Stati Uniti \| 4 André Heller \| Brasile \| \| 5 Wytze Kooistra \| Paesi Bassi \| \| \| \| Schiacciatori-laterali \| \| \| \| \| 3 Cristian Savani \| Italia \| 7 Dore Della Lunga \| Italia \| \| 13 Kamil Baránek \| Rep. Ceca \| 14 Leonardo Morsut \| Italia \| \| Opposti \| \| \| \| \| 9 André Nascimento \| Brasile \| 12 Juan Carlos Cuminetti \| Italia \| \| Liberi \| \| \| \| \| 1 Alessandro Trimarchi \| Italia \| 16 Andrea Bari \| Italia \| Note: | Nascimento · # 9 Heller · # 4 Savani · # 3 Morsut · # 14 Millar · # 2 Meoni · # 6 Trimarchi · # 1 |                          |             |
| Allenatore: Radamés Lattari |                                                                                                   |                          |             |
| Nome | Naz. sport.                                                                                       | Nome                     | Naz. sport. |
| Palleggiatori |                                                                                                   |                          |             |
| 6 Marco Meoni | Italia                                                                                            | 8 Marcello Mescoli       | Italia      |
| Centrali |                                                                                                   |                          |             |
| 2 Ryan Millar | Stati Uniti                                                                                       | 4 André Heller           | Brasile     |
| 5 Wytze Kooistra | Paesi Bassi                                                                                       |                          |             |
| Schiacciatori-laterali |                                                                                                   |                          |             |
| 3 Cristian Savani | Italia                                                                                            | 7 Dore Della Lunga       | Italia      |
| 13 Kamil Baránek | Rep. Ceca                                                                                         | 14 Leonardo Morsut       | Italia      |
| Opposti |                                                                                                   |                          |             |
| 9 André Nascimento | Brasile                                                                                           | 12 Juan Carlos Cuminetti | Italia      |
| Liberi |                                                                                                   |                          |             |
| 1 Alessandro Trimarchi | Italia                                                                                            | 16 Andrea Bari           | Italia      |

| Allenatore: Radamés Lattari |             |                          |             |
| Nome                        | Naz. sport. | Nome                     | Naz. sport. |
| Palleggiatori               |             |                          |             |
| 6 Marco Meoni               | Italia      | 8 Marcello Mescoli       | Italia      |
| Centrali                    |             |                          |             |
| 2 Ryan Millar               | Stati Uniti | 4 André Heller           | Brasile     |
| 5 Wytze Kooistra            | Paesi Bassi |                          |             |
| Schiacciatori-laterali      |             |                          |             |
| 3 Cristian Savani           | Italia      | 7 Dore Della Lunga       | Italia      |
| 13 Kamil Baránek            | Rep. Ceca   | 14 Leonardo Morsut       | Italia      |
| Opposti                     |             |                          |             |
| 9 André Nascimento          | Brasile     | 12 Juan Carlos Cuminetti | Italia      |
| Liberi                      |             |                          |             |
| 1 Alessandro Trimarchi      | Italia      | 16 Andrea Bari           | Italia      |